# Compensación Lanchester

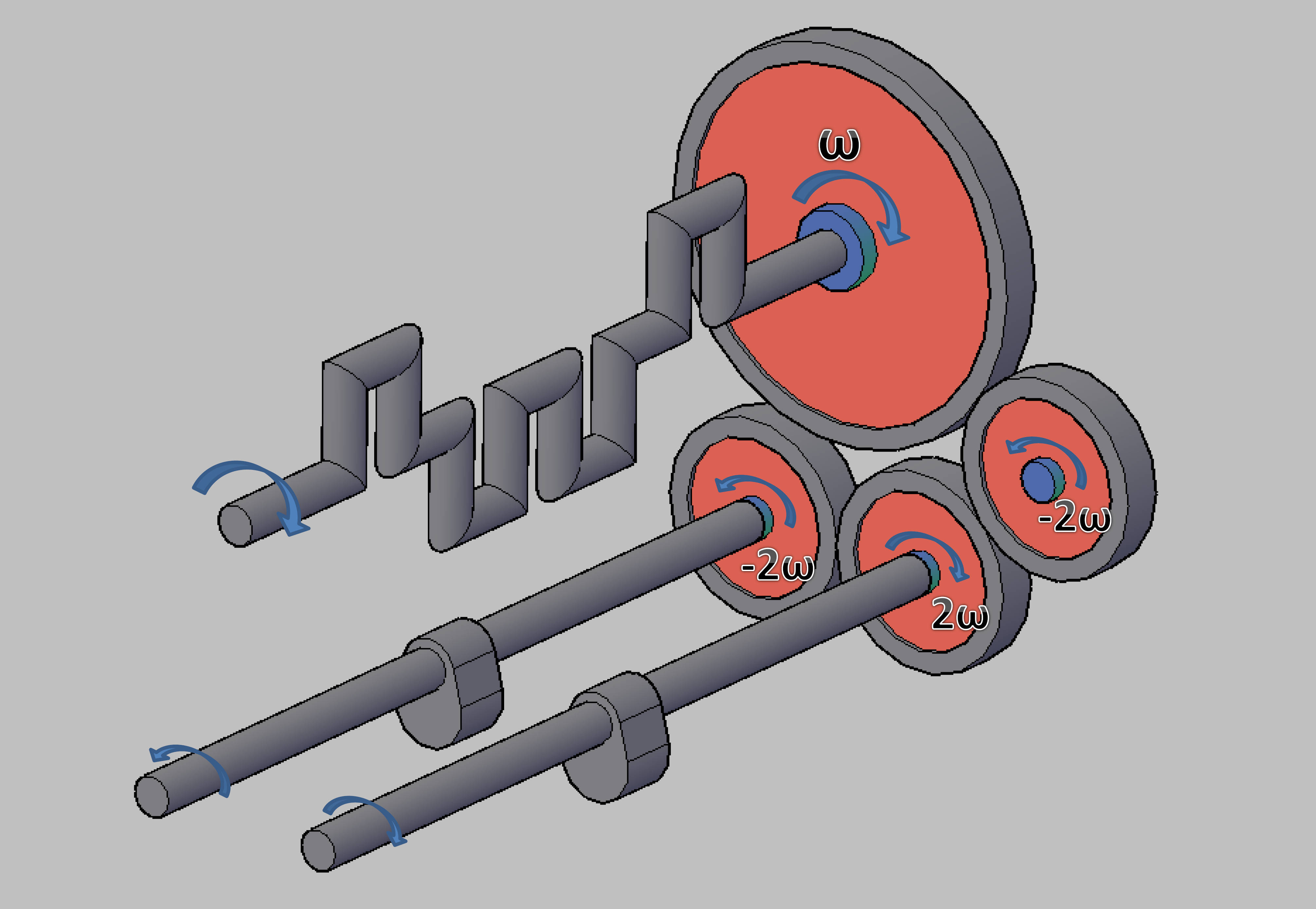
Compensación Lanchester. El sistema de contrapesos de los ejes de equilibrado (abajo) gira a doble velocidad que el cigüeñal (arriba)

La compensación Lanchester, que consta de dos ejes de equilibrado, se utiliza en motores de explosión de cuatro tiempos con cilindros en línea para eliminar las fuerzas de inercia libres de segundo orden. Lleva el nombre del ingeniero británico Frederick Lanchester (1868-1946), quien lo inventó en el año 1904.

## Desplazamiento del centro de gravedad
Los motores de cuatro tiempos con cilindros en línea (cuatro cilindros es una configuración muy habitual) generalmente se construyen de modo que los pistones internos funcionen en fase opuesta a los externos. Si los cilindros exteriores (1 y 4) están en el punto muerto superior, entonces los cilindros internos (2 y 3) están en el punto muerto inferior y viceversa. Como resultado, las fuerzas de inercia de primer orden están equilibradas y los cilindros se encienden a intervalos regulares (ángulo del cigüeñal de 180°).
Las fuerzas de inercia de segundo orden se crean cuando se inclinan las bielas, a medida que el cigüeñal se mueve en relación con el eje del cilindro. Con las bielas inclinadas, la distancia medida desde el eje del cilindro entre el pistón y el cigüeñal varía. Cuando los pistones están en sus puntos muertos, las bielas están verticales. En contraste, cuando el cigüeñal gira 90°, todas las bielas están inclinadas y el centro de gravedad común de todos los pistones está más abajo que en los puntos muertos. Por lo tanto, este centro de gravedad común se mueve hacia arriba y hacia abajo en cada mitad de la revolución del cigüeñal, y más cuanto más cortas son las bielas en comparación con el radio del cigüeñal (relación del cigüeñal).

## Funcionamiento de la compensación
La compensación de Lanchester consiste en dos ejes de equilibrio, que giran en direcciones opuestas y con el doble de velocidad que el cigüeñal. En cada uno de ellos se monta un contrapeso, cuyo centro de gravedad común se mueve hacia arriba y hacia abajo en la fase opuesta al centro de gravedad de los pistones. Los ejes de equilibrio deben disponerse de modo que el centro de gravedad de los contrapesos quede en el plano de los ejes del cilindro y en el centro entre el segundo y el tercer cilindro. Entonces, el centro de gravedad común de todas las partes (pistones y contrapesos) virtualmente ya no se mueve, a excepción de las componentes inerciales de orden superior, que son muy débiles.